# 技术路线
技术路线（technology roadmap）是使用特定技术方案帮助达到短期或者长期目标的计划，用于新产品、项目或技术领域的开发，并协助公司在动荡局势中生存下来。